# Claudio Beauvue
Claudio Beauvue (* 16. April 1988 in Saint-Claude) ist ein französischer Fußballspieler aus Guadeloupe. Der Stürmer steht bei US Boulogne unter Vertrag.

## Karriere

### Vereine
Claudio Beauvue spielte bis 2006 in der Jugend des FC Nantes und wechselte nach Ende seiner A-Jugend-Zeit zu ES Troyes AC. Dem Verein blieb er trotz des Abstiegs in der Saison 2008/09 in die National (D3) treu und schaffte in der folgenden Spielzeit den direkten Wiederaufstieg, an dem er mit elf Toren maßgeblichen Anteil hatte. Nachdem er in der Saison 2011/12 bereits an den Zweitligisten LB Châteauroux verliehen worden war, wurde er zur Spielzeit 2012/13 von diesem fest verpflichtet. Am 19. Oktober 2012 erzielte er beim 3:1-Sieg im Ligaspiel gegen den Gazélec FC Ajaccio alle drei Tore. Zur Rückrunde verlieh man ihn an den SC Bastia, für den er am 2. Februar 2013 beim torlosen Unentschieden gegen den FC Évian Thonon Gaillard erstmals in der Ligue 1 zum Einsatz kam. Zur Saison 2013/14 wechselte Beauvue zu EA Guingamp, mit dem er noch in derselben Saison den französischen Pokal gewann. Dadurch qualifizierte er sich mit der Mannschaft für die Europa League, in der er mit der Mannschaft bis zum Sechzehntelfinale kam, in dem sie an Dynamo Kiew scheiterten. Zur Saison 2015/16 wechselte Beauvue zum Ligakonkurrenten Olympique Lyon. Er unterschrieb einen Vertrag mit einer Laufzeit bis zum 30. Juni 2019. Im Januar 2016 wechselte Beauvue nach Spanien zu Celta Vigo. Am 23. Januar 2016 debütierte er bei der 0:3-Auswärtsniederlage gegen Rayo Vallecano in der Primera División. Die Saison 2017/18 spielte Beauvue auf Leihbasis beim Ligakonkurrenten CD Leganés. Zur Spielzeit 2018/19 wurde er an SM Caen verliehen und kehrte anschließend zu Celta Vigo zurück. In der Saison 2019/20 blieb er in Vigo ohne Pflichtspieleinsatz und wechselte daher im Januar 2020 zu Deportivo La Coruña in die Segunda División. Trotz zwei Treffern in elf Ligaspielen konnte er am Ende der Saison den Abstieg in die Drittklassigkeit nicht verhindern. Im Sommer 2021 ging er dann weiter zum französischen Drittligisten US Boulogne.

### Nationalmannschaft
Beauvue absolvierte von 2016 bis 2018 drei Spiele für die Nationalmannschaft von Guadeloupe. Bei der 2:3-Niederlage gegen Suriname am 29. März 2016 erzielte er sein einziges Länderspieltor.

## Erfolge
ES Troyes AC
- Aufstieg in die Ligue 2: 2010

EA Guingamp
- Französischer Pokalsieger: 2014